# Ggplot2
ggplot2是统计编程语言R的一个数据可视化绘图包。ggplot2由哈德利·威克漢姆在2005年创造。它具现了利兰·威尔金森所著《图标的语法 — 一个数据可视化通用框架》（Grammar of Graphics — a general scheme for data visualization）中将图形分解为语素（如尺度、图层）的思想。ggplot2可以作为R语言基础绘图包的替代，同时ggplot2预设有多种印刷及网页尺寸。自2005年以来，ggplot2已经发展成为最受欢迎的R包之一。

## 更新
ggplot2在2012年3月2日发布了0.9.0版本。本次更新提供了内部组织、尺度构建和图层等方面的众多更新。
2014年2月25日，Hadley Wickham正式宣布「ggplot2正转至维护模式。意味着ggplot2不会再添加新的功能，不过我们会继续修复重要故障，并考虑增加由推送请求新提交的特性。为纪念这显著的里程碑，ggplot2的下一个版本将会是1.0.0」。
ggplot2在2015年12月21日发布了2.0.0版本。在版本公告中宣布了“ggplot2现在拥有官方扩展机制。这表示其他人现在可以轻松创造他们的统计方式、几何图形和位置方案，并在其他包中提供”。

## 同其他绘图包的比较
较R基础绘图包而言，ggplot2允许用户在更抽象的层面上增加、删除或转换图表中的元素。 这种抽象化的代价是执行速度。ggplot2 较 lattice 绘图包而言更耗时。
R基础绘图包使用“纸笔模型”占据绘图设备产生了一个潜在的限制：解释器产生的不同图表元素的图形输出直接添加到绘图设备上，而不是分别添加。 在这个层面上，它同lattice包是相似的。相对的，Wickham声称ggplot2继承了更多威尔金森的图形规范化模型正如此，ggplot2允许绘图更加的模块化：相同的内部数据可以转化为很多不同的尺寸及图层。
qplot()函数的变量及预设同基础绘图函数plot() 较为相似，可以方便地绘制基础图表。 ggplot()函数将语法元素直接暴露给用户，可以绘制更加复杂的图表。

## 相关项目
- ggplot for Python[17]
- Plotly - 在线交互 ggplot2 绘图站[18]
- gramm，一个由 ggplot2 提供灵感的 Matlab 绘图工具[19]

## 延伸阅读
- Wilkinson, Leland. . Springer. 2005. ISBN 978-0-387-98774-3.
- Wickham, Hadley. . Google Tech Talks. 2011-06-06  [2017-10-20]. （原始内容存档于2020-08-03）.